# Tony Gatlif
Tony Gatlif, född 1948, är en fransk filmregissör av delvis romsk härkomst. Många av hans filmer handlar om romsk identitet eller utanförskap.
Vid filmfestivalen i Cannes 2004 fick han priset för bästa regi för filmen Exils.

## Filmografi (i urval)
- 1982 – Prinsar
- 1986 – Rue du départ
- 1993 – Latcho drom
- 1997 – Gadjo dilo - främlingen
- 2000 – Vengo
- 2004 – Exils